# Conquista de Trípoli
La Conquista de Trípoli fue una campaña marítima dirigida por Pedro Navarro que capturó la ciudad de Trípoli en el norte de África en nombre de la Corona de Aragón en 1510.
Navarro era un comandante al servicio del rey Fernando II de Aragón, y los planes para capturar Trípoli comenzaron después de que el rey de Tremecén aceptara pagar un tributo a Aragón el 5 de junio de 1510. La fuerza de invasión estaba formada por unos 15.000 hombres, incluidos 3.000 soldados de Sicilia. La flota de Navarro zarpó de Sicilia y desembarcó en Malta, donde se le unieron cinco galeras y algunos guías malteses y un piloto. La flota partió de Malta el 20 de julio y llegó a la costa de Trípoli cuatro días después.
En la mañana del 25 de julio de 1510, día de Santiago, la fuerza invasora atacó la ciudad y su castillo. Aproximadamente 6.000 infantes de marina llegaron desde barcos españoles, la mitad de los cuales sitiaron la ciudad, mientras que los demás permanecieron en el campamento para evitar un ataque otomano desde el interior. Con el uso efectivo de la artillería naval, los españoles capturaron rápidamente la ciudad magrebí.[cita requerida] Trípoli se rindió después de aproximadamente tres horas de duros combates en las calles de la ciudad.
La conquista española devastó Trípoli. Antes del ataque, la ciudad estaba habitada por unas 15.000 a 20.000 personas. Entre 3.000 y 5.000 murieron durante el ataque, mientras que otras 5.000 a 6.000 fueron esclavizadas. Un número considerable de judíos esclavizados fueron enviados a Sicilia, donde algunos se convirtieron al cristianismo. Algunos habitantes de la ciudad lograron escapar a los asentamientos cercanos de Janzur y Tajura. Las bajas españolas fueron pocas, unos 300 hombres perdieron la vida. Alrededor de 170 cristianos que habían sido esclavos en Trípoli (la mayoría de los cuales eran de Sicilia o Malta) fueron liberados después del ataque.
Trípoli permaneció bajo el dominio español hasta 1530, cuando fue cedida a los Hospitalarios. Estos últimos gobernaron la ciudad hasta que fueron expulsados por el capitán otomano Turgut Reis en el asedio de Trípoli en 1551.